# イドゥリ
イドゥリ（Idli または idly ( 発音)([ɪdliː])）はインド亜大陸由来の塩味で食べるライスケーキの一種である。南インドやスリランカでは朝食として一般的である。イドゥリは皮を取ったウラド豆と米からなる生地を発酵させてから蒸すことで作られる。発酵のプロセスはでん粉を分解するので、体の中で代謝されやすくなる。
イドゥリにはセモリナ粉からなるラヴァ・イドゥリなどいくつかのバリエーションがあり、コンカン地方で食されるサンナのような地域バリエーションもある。

## 歴史
近代的なイドゥリの前身については、いくつかの古代インド文献で言及されている。920年にShivakotiacharyaによって書かれた"Vaddaradhane"というカンナダ語の書物には"iddalige"というウラド豆のみの生地からなる料理が登場する。1025年ごろ成立した現存する最古のカンナダ語百科事典『ロコパカラ』（Lokopakara）の著者であるチャブンダラヤ二世（Chavundaraya II）はこの食品の調理法を説明している。それによるとiddaligeは、まずウラド豆をバターミルクに浸し、ついで細かいペーストにし、そしてカードを作る際に出る乳清とスパイスと混ぜ合わせて作るという。
現在カルナータカ州と呼ばれる地域を治めた西チャールキヤ朝の王で、学者でもあったソーメーシュヴァラ三世はサンスクリットによる百科事典『マーナソーラッサー』（「心の爽快」の意、1030年成立）にイドゥリのレシピを加えた。この著作ではこの食品を「イダリカー」（iḍḍarikā）と説明した。カルナータカでは、1235年時点でのイドゥリは「価値の高いコインのように軽い」と説明されており、材料が米ではないことが示唆されている。このレシピで調理される食品は現在カルナータカでuddina idliと呼ばれている。
古代インドの著作で言及されているこの三つのレシピには、近代的なイドゥリに不可欠な3つの要素が欠けている。それはウラド豆のみならず米を使うこと、生地を発酵させること、そして蒸して柔らかい食感にすることである。この新しいレシピがインドの文献に登場するのは1250年以後のことである。食物史家のK. T. Achayaは現在のイドゥリの製法は発酵食品の長い伝統を持つ、現在のインドネシアにあたる地域に起源を持つ可能性があると考えている。彼によると、その地域のインド化されたヒンドゥー教王国に雇われた料理人たちが現在の「蒸す」イドゥリを開発して800年から1200年ごろにインドに持ち帰った可能性があると考えられる。Achayaはケドリ（kedli）というインドネシア料理に言及している。彼はこの料理がイドゥリに近いと考えている 。しかしながら、Janaki Leninによると、この名前のインドネシア料理のレシピは見つからなかったという。
一方グジャラートの歴史家たちは、イドゥリはサウラシュトラの布商人たちによって10世紀から12世紀ごろ南インドに持ち込まれたと考えている。米とウラド豆を混ぜて一緒に挽いてから型に入れて蒸して作るイドゥリはグジャラート州が起源であるという主張さえある。グジャラート語の著作「Varṇaka Samuccaya」（1520年）には「イダリ」（idari）としてイドゥリが登場し、ご当地風のイダダ（idada、発酵させないドクラともいえる）も登場する。
現存するなかでイドゥリが登場する最古のタミル語著作は「Maccapuranam」で、17世紀にさかのぼる。2015年にチェンナイに拠点を置くイドゥリ業者のEniyavanが3月30日を"World Idli Day"として祝い始めた。

## 調理
イドゥリを作るには、生米4に対して（イドゥリ米またはパーボイルドライス）ウラド豆1の割合で、最低4–6時間から一晩かけて別々に水に浸す。この際フェヌグリークなどのスパイスを追加して風味を足すこともできる。浸した後はウラド豆を細かく挽いてペースト状にし、米を粗く挽いてから混ぜ合わせる。次に混ぜたものを一晩発酵させる 。その間にその体積は2倍以上になる。
発酵後、生地の一部は次に作る際の元種として保持される場合がある。完成したイドゥリの生地は、油を塗ったトレイ状の型に注いで蒸す。型には穴が開いており、火の通りを均一にすることができる。トレイを鍋に入れ、蓋をして沸騰させる。積み重なったトレイを水位より上に保持するスタンドを使う場合もある。蒸しあがるまでサイズに応じて約10〜25分加熱する。より伝統的な方法では、型の代わりに葉を使用することがある。

Making idlis
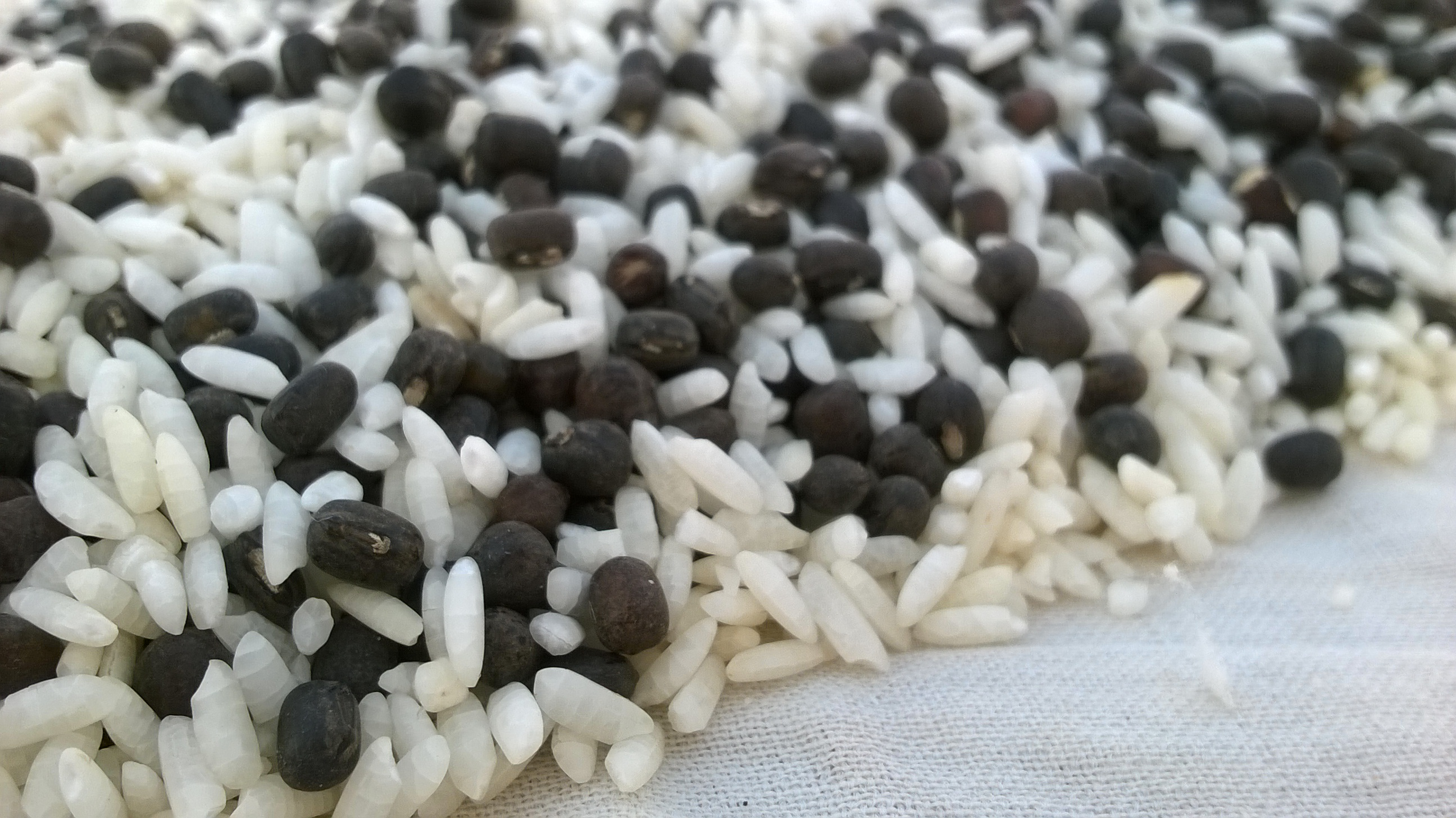
主原料である米とウラド豆
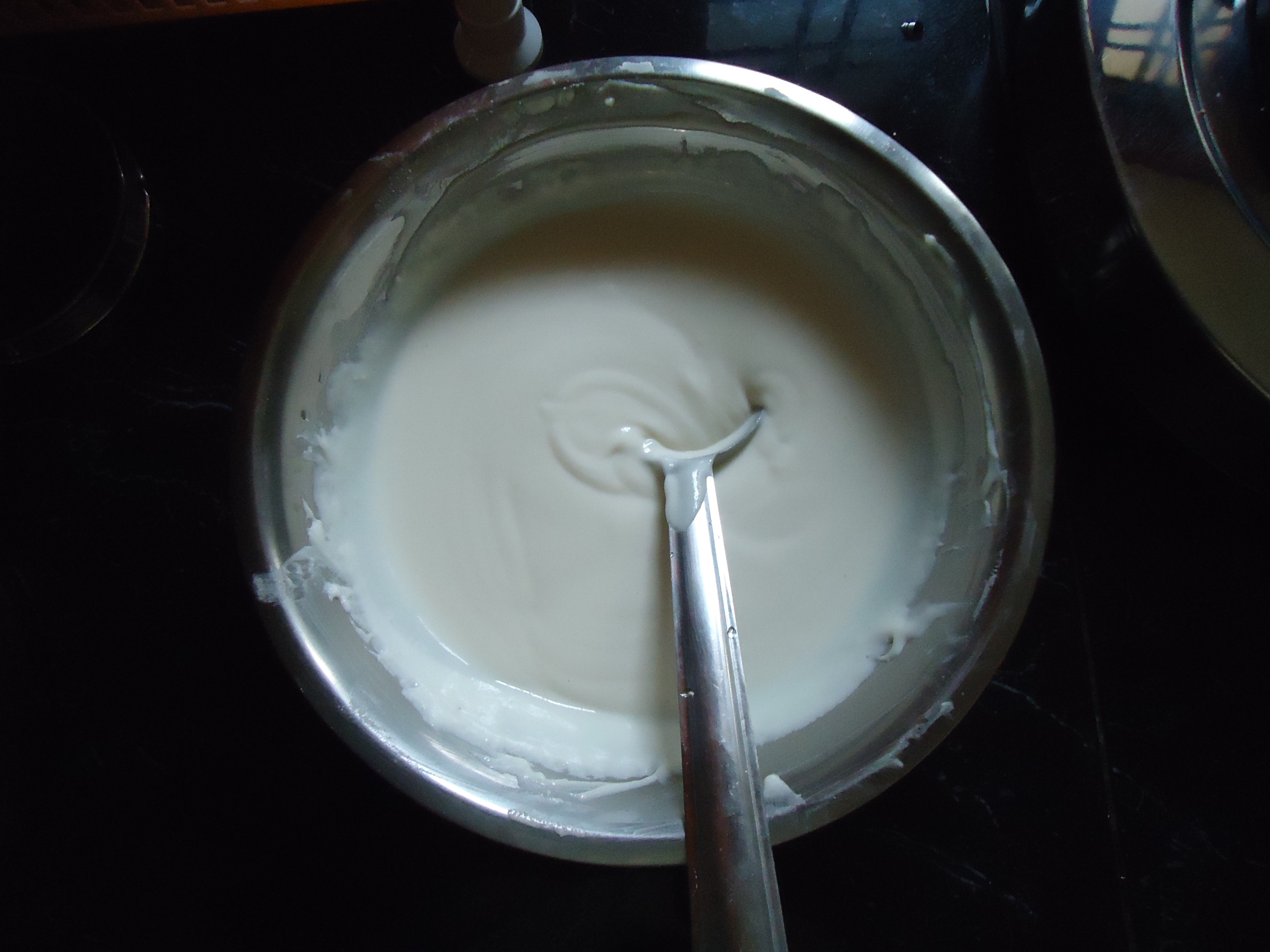
イドゥリの生地
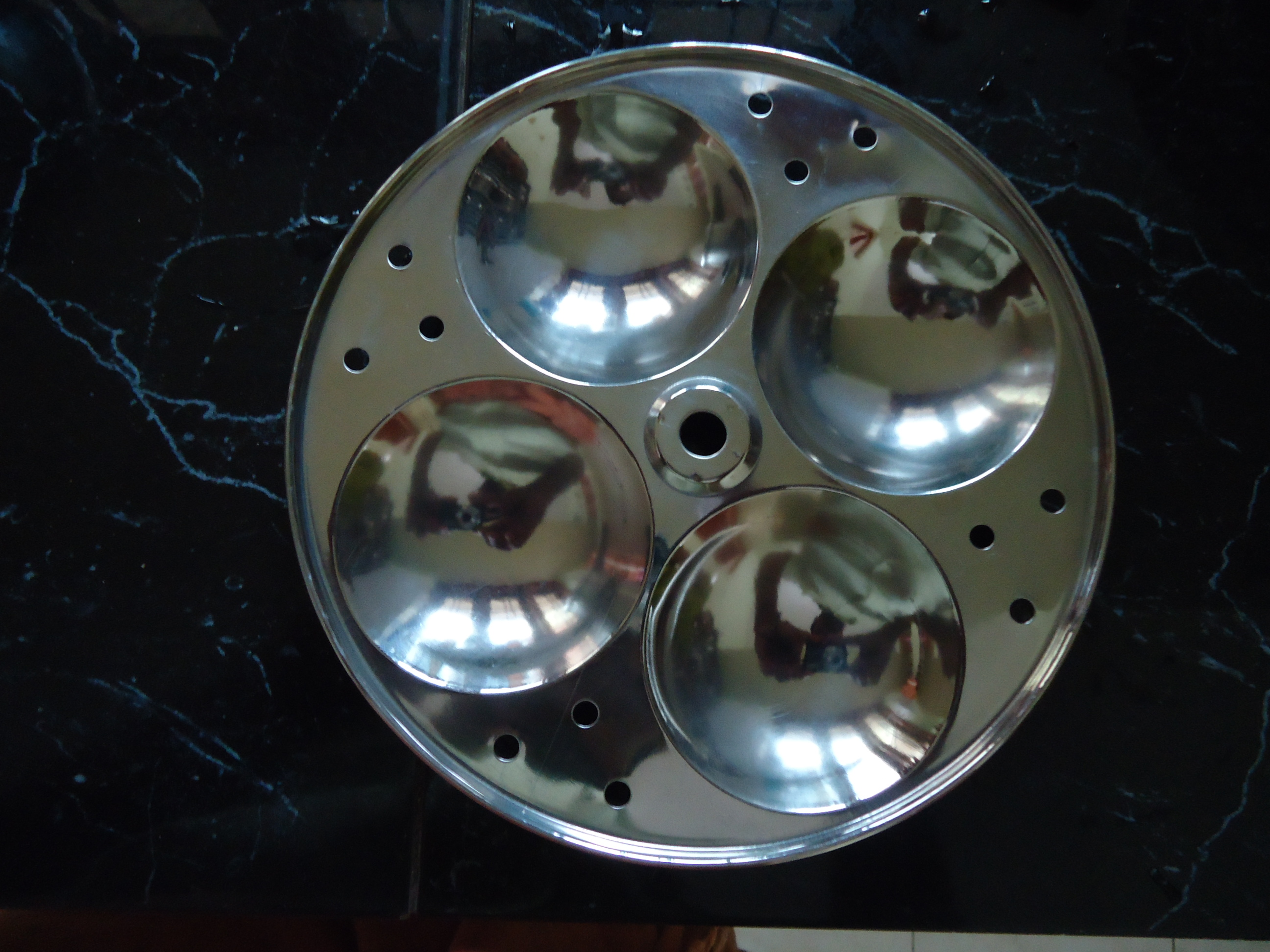
イドゥリの型
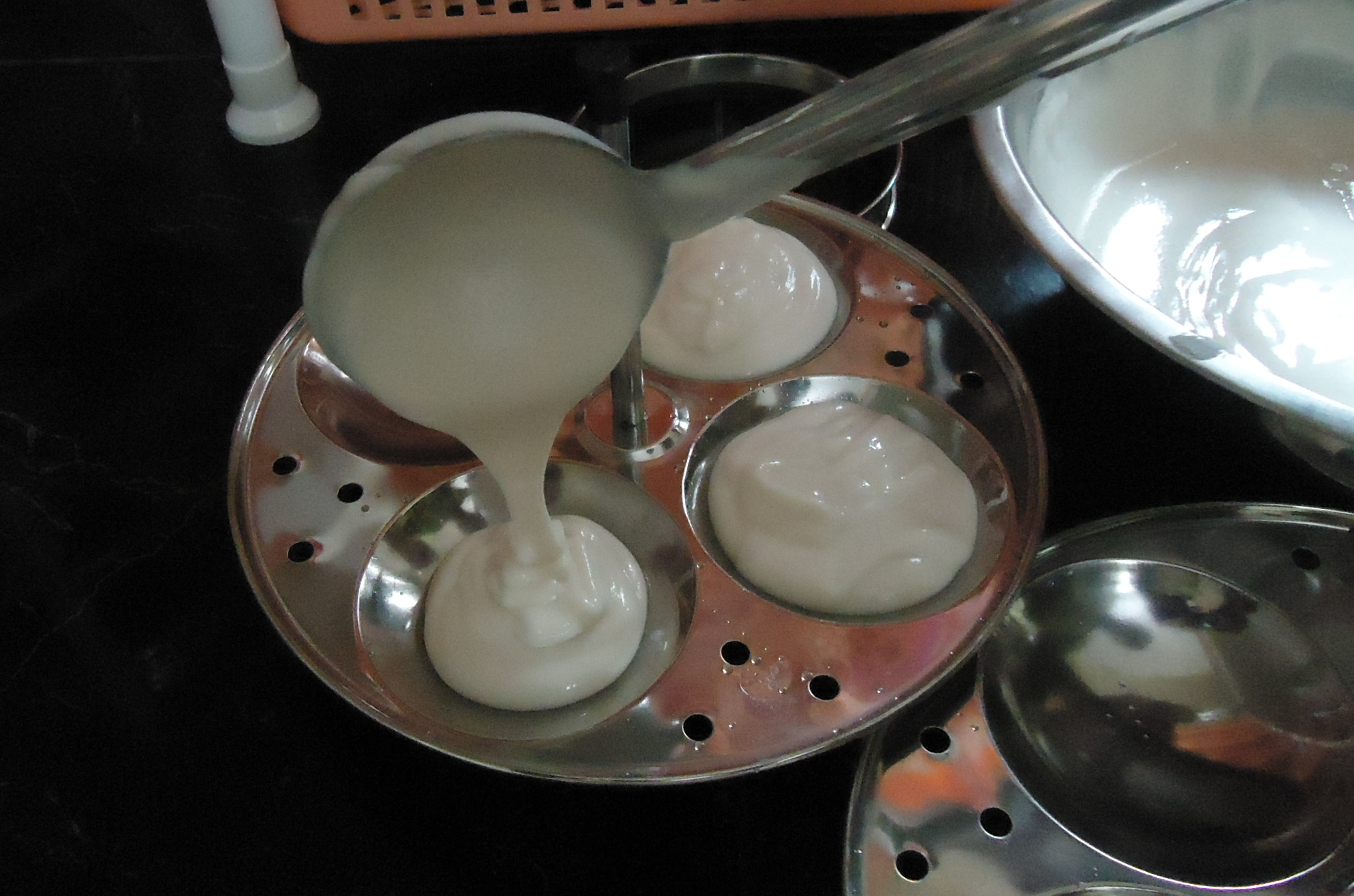
型に注いだ生地
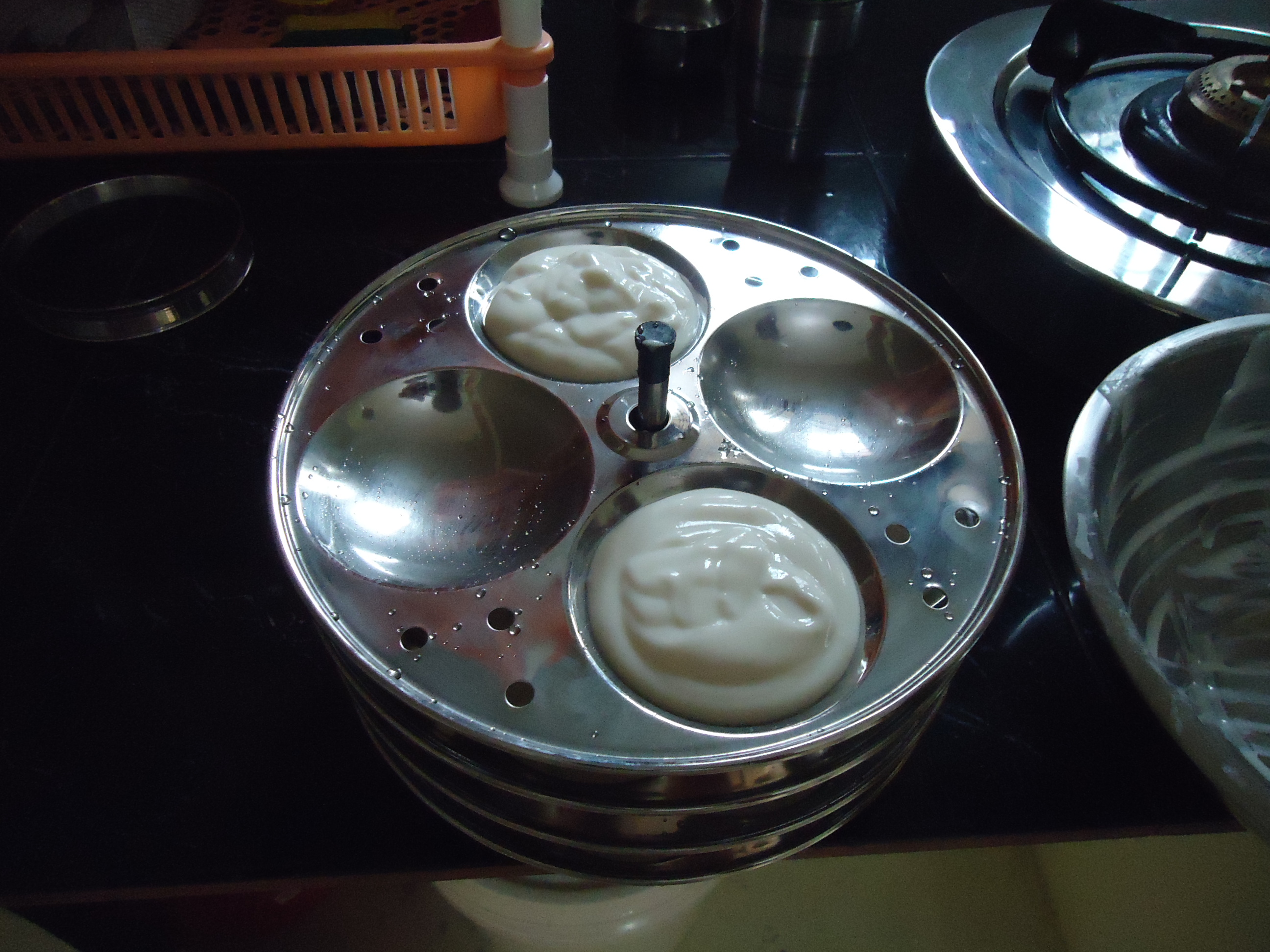
積み重ねられた型のトレイ
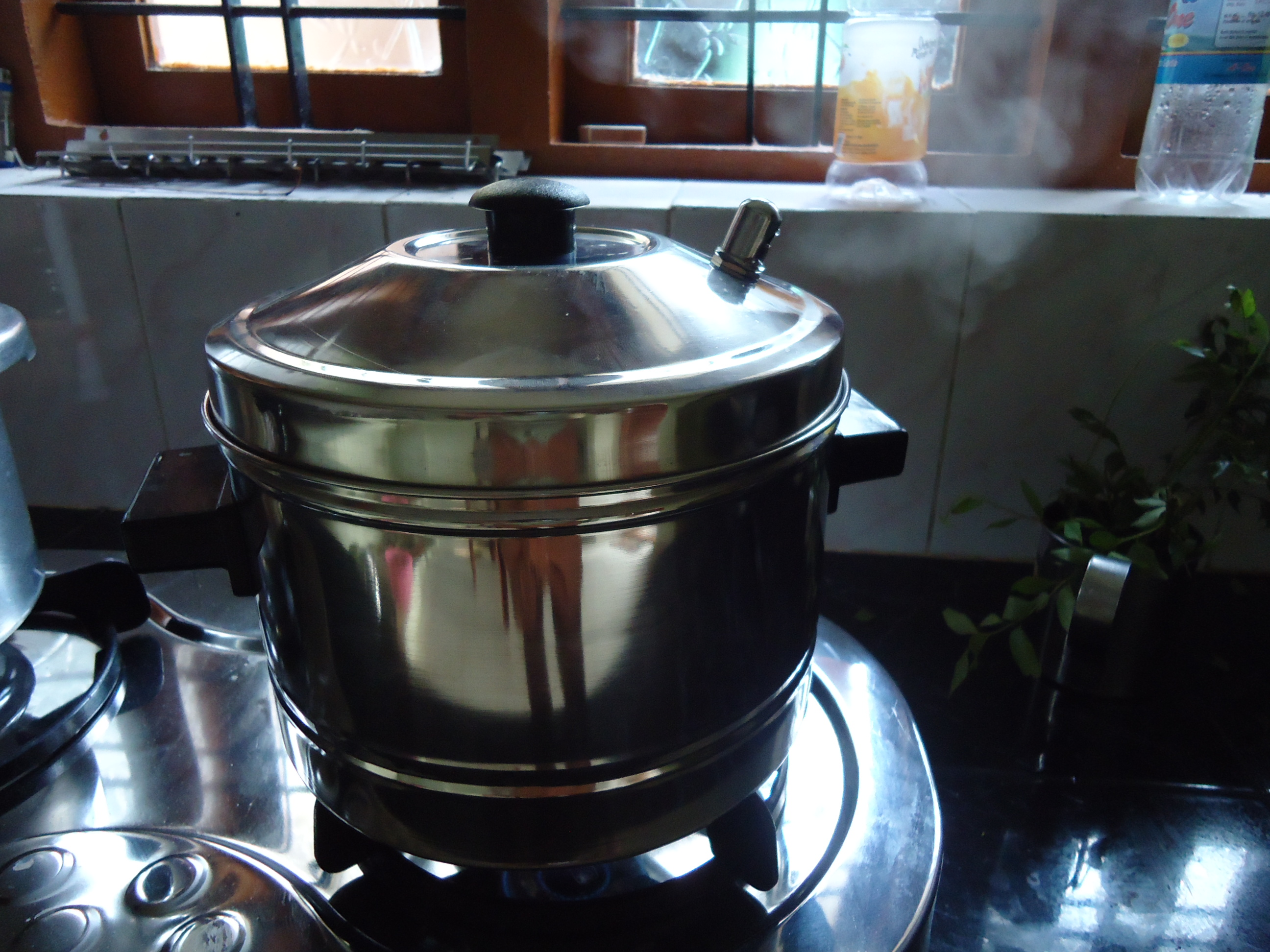
蒸し器に入ったイドゥリ
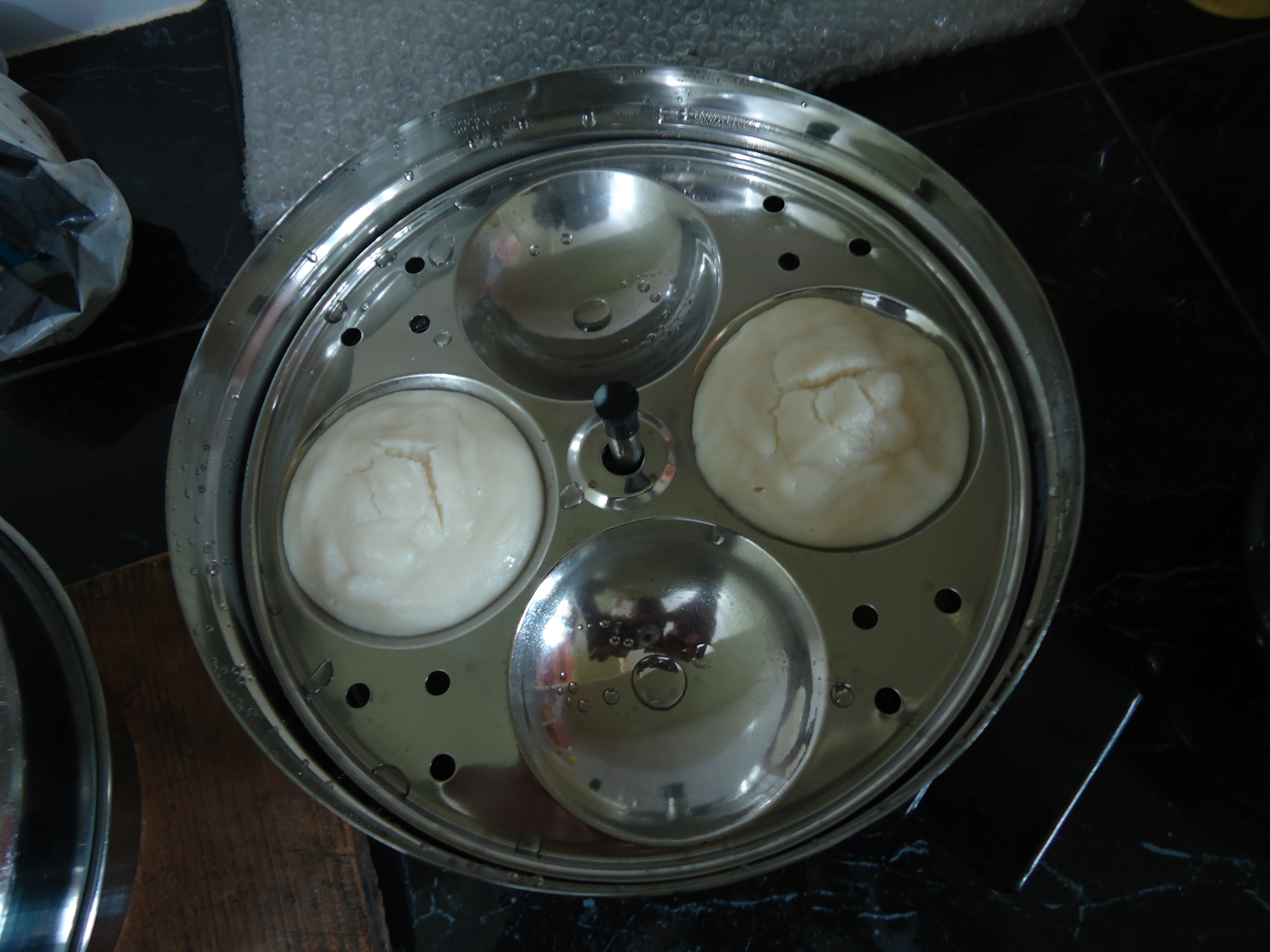
蒸しあがったイドゥリ
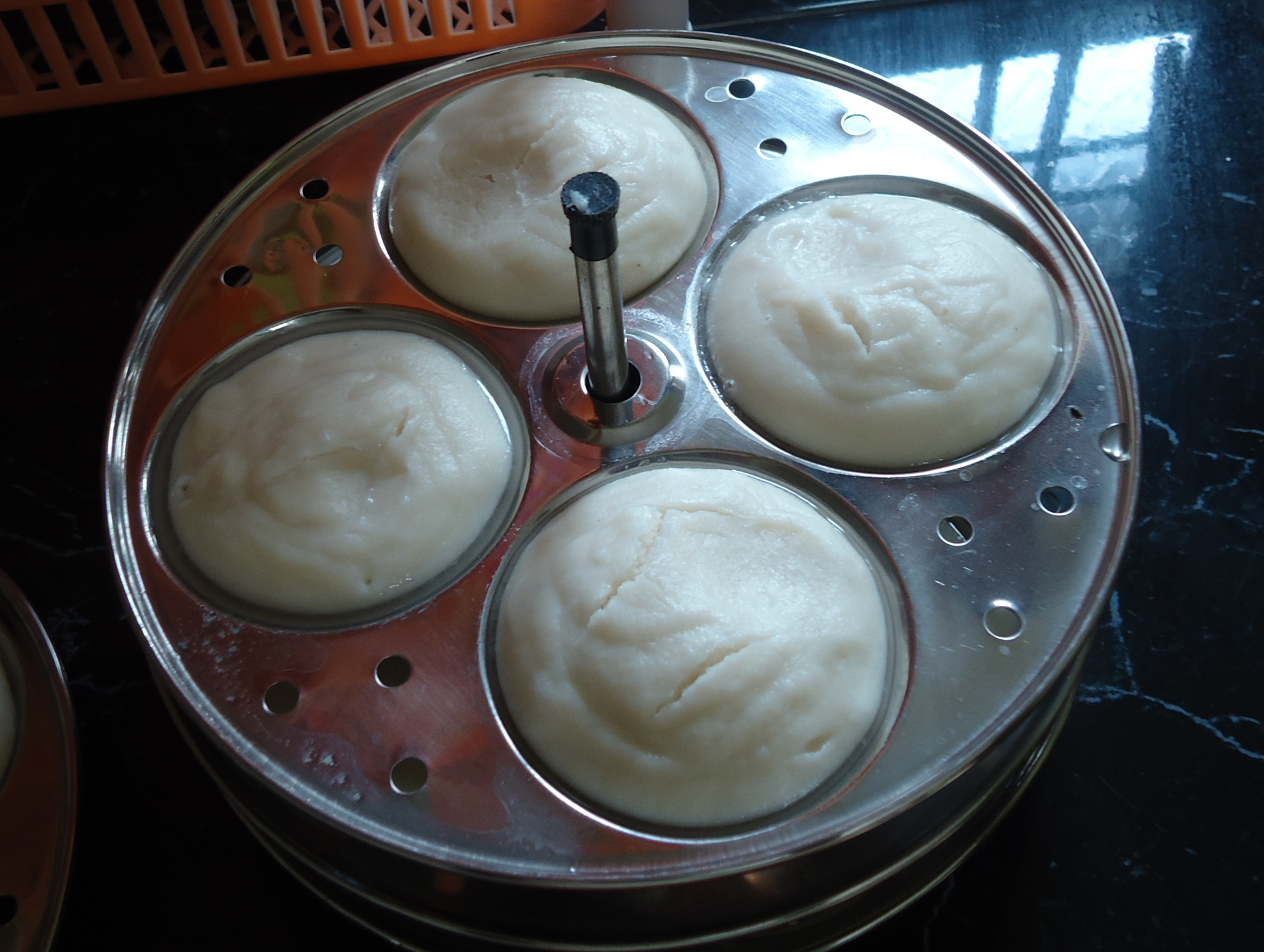
蒸し器から出した型
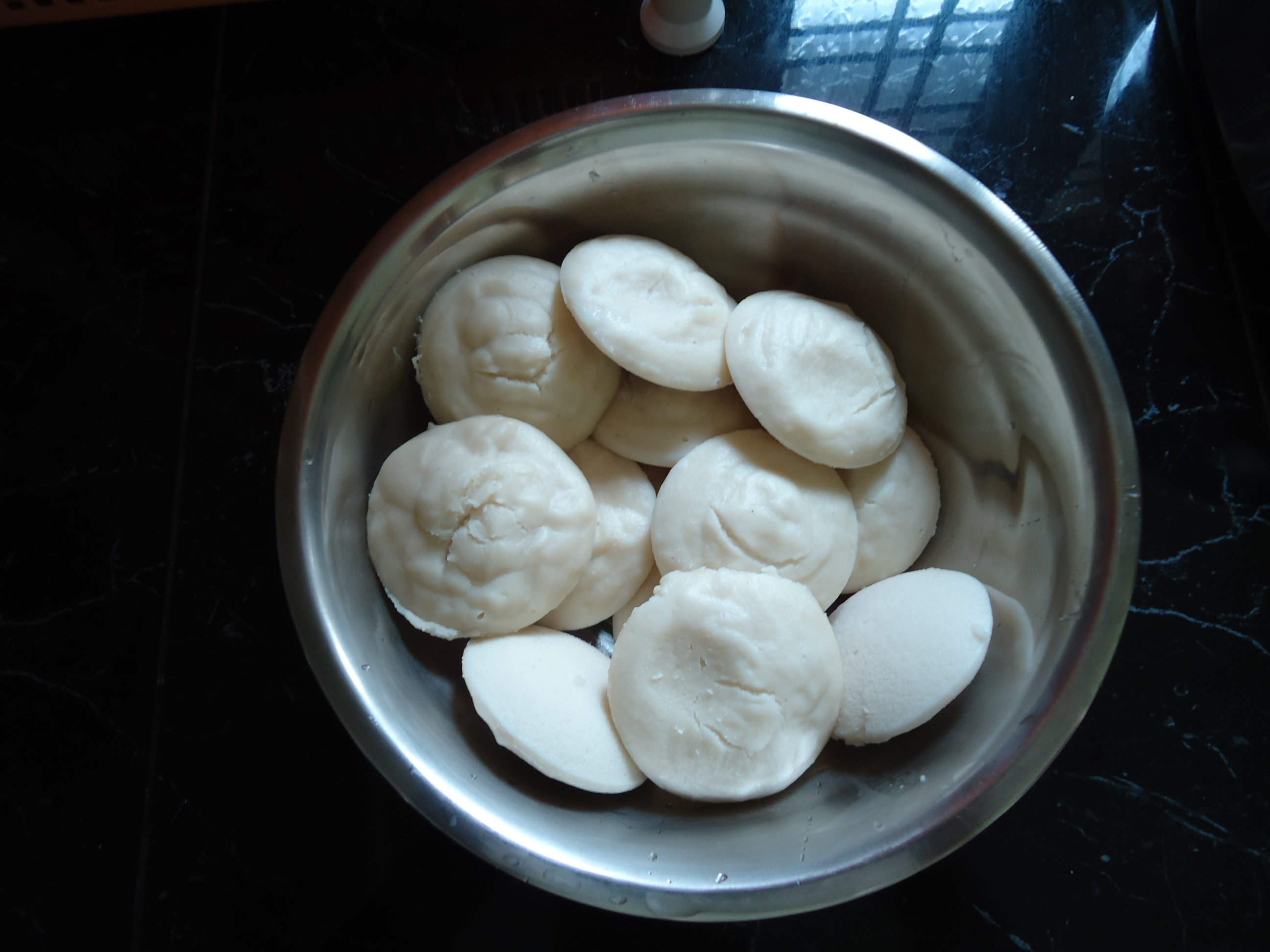
ボールに上げた状態

### 盛り付け
プレーンなイドゥリは味がマイルドなので、調味料が必須と考えられている。イドゥリはチャツネ（ココナッツベース）、サンバル、メドゥワダと共に出されることがよくある。ただし、付け合わせの種類は地域や個人の好みによって大きく異なり、カーラチャツネ（玉ねぎベース）やスパイシーフィッシュカレーと一緒に出されることもよくある。スパイスミックスであるポディは旅行中に便利である。

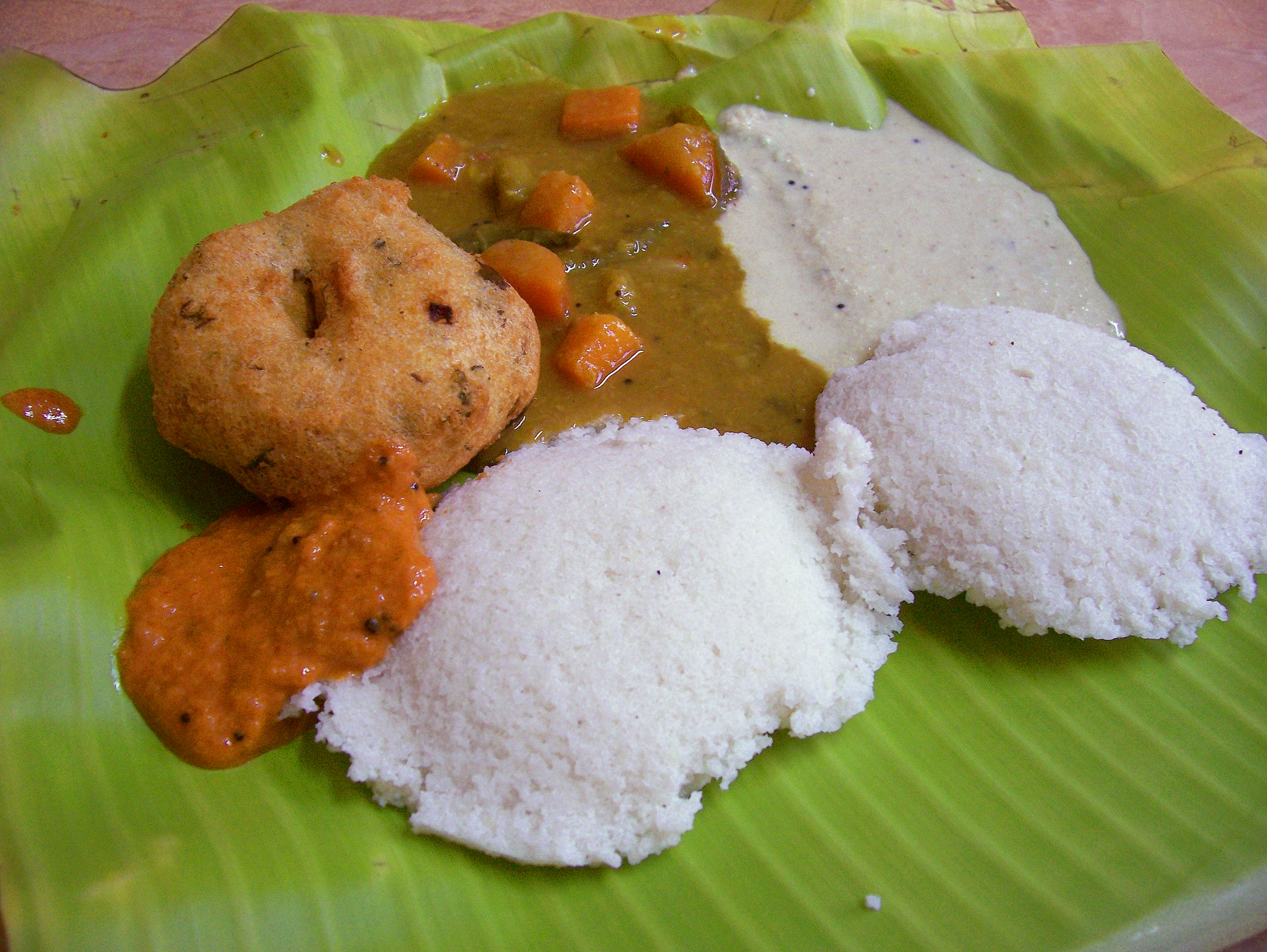
バナナの葉に盛り付けたココナッツチャツネ、サンバル、メドゥワダとイドゥリ

### バリエーション
南インドとスリランカではイドゥリの地域バリエーションがいくつか生まれた。南インド人とスリランカ人が地域と世界全体に移住するにつれ、既にあった無数の地元バリエーションに加えて、多くの新しいバリエーションが作成された。入手困難な食材や調理習慣の違いにより、食材と方法の両方を変更する必要があった。パーボイルドライスを使うと浸漬時間を大幅に短縮できる。市販のライスセモリナも使用でき 、同様に小麦のセモリナ粉などを使用して「ラヴァ・イドゥリ」（小麦イドゥリ）を作ることもできる。未発酵の生地に酸味を与えるためにダヒを加えることもある。袋入りのミックスを使えば、ほぼインスタントのイドゥリを作ることができる。 
スパイスとしてはフェヌグリークに加えて、またはその代わりにマスタードシード、チリペッパー、クミン、コリアンダー、ショウガなどの他のスパイスを使用することもできる。また砂糖を加えて、塩味の代わりに甘くするのもよい。イドゥリにはジャガイモ、豆、にんじん、マサラを詰めることもできる。残ったイドゥリは切り刻むか砕いてから炒め、「イドゥリ・ウプマ」と呼ばれる料理にすることができる。カードとイドゥリを組み合わせてテンパリングすることで「ダヒ・イドゥリ」という料理を作ることもできる。蒸し器を火にかけるのではなく、焦げ付き防止コーティングのついた電子レンジ用蒸し器や自動電気イドゥリ蒸し器を利用するのも便利である。生地の準備には手動のグラインダを使用するが、電動グラインダまたはブレンダーに置き換えることもできる。多くのレストランでは創作イドゥリを提供しており、マンチュリアン・イドゥリ、イドゥリ・フライ、チリ・イドゥリ、詰め物イドゥリなど多様なアイデアがある。

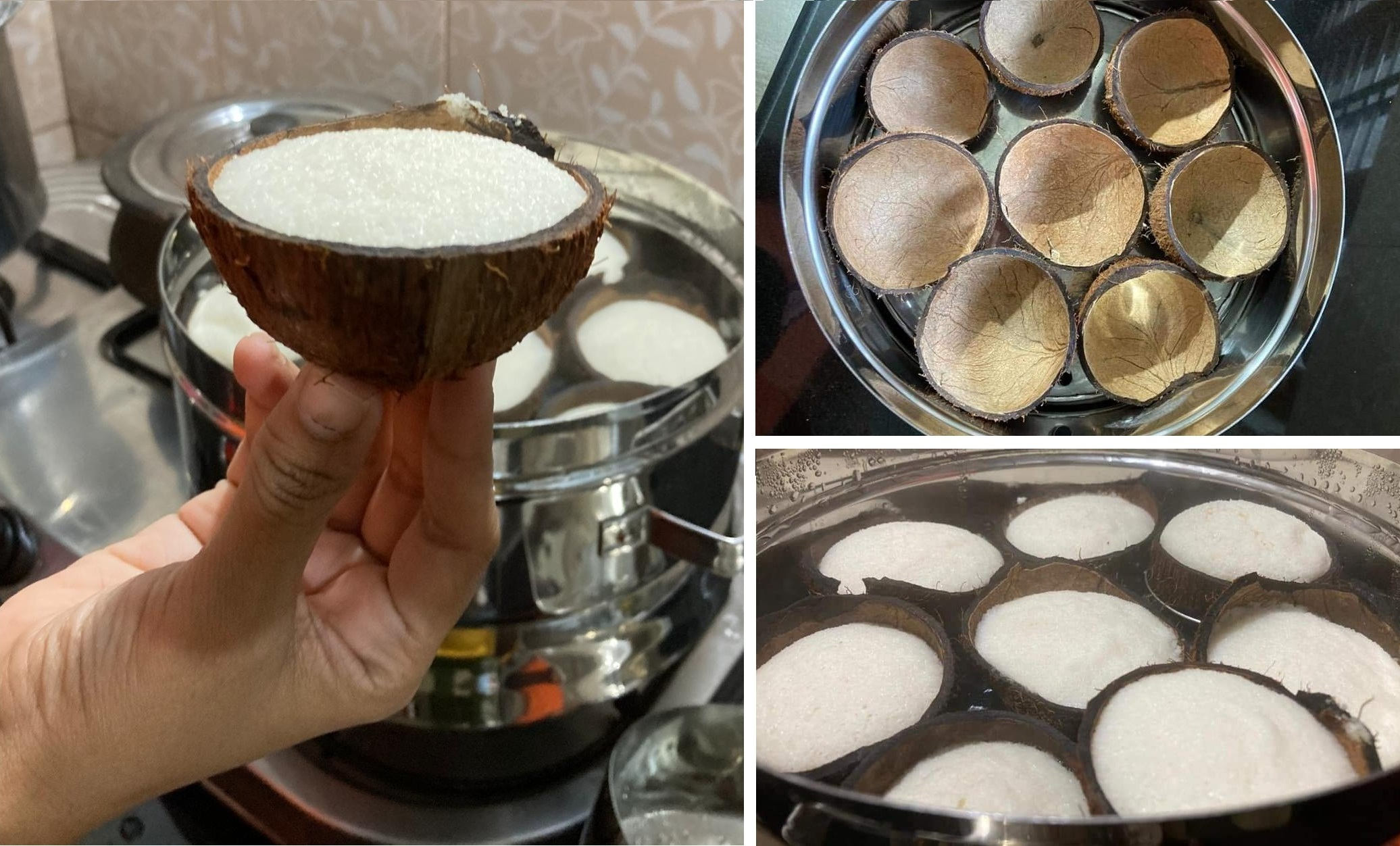
伝統的なココナッツ殻で作ったイドゥリ。カルナータカ州にて
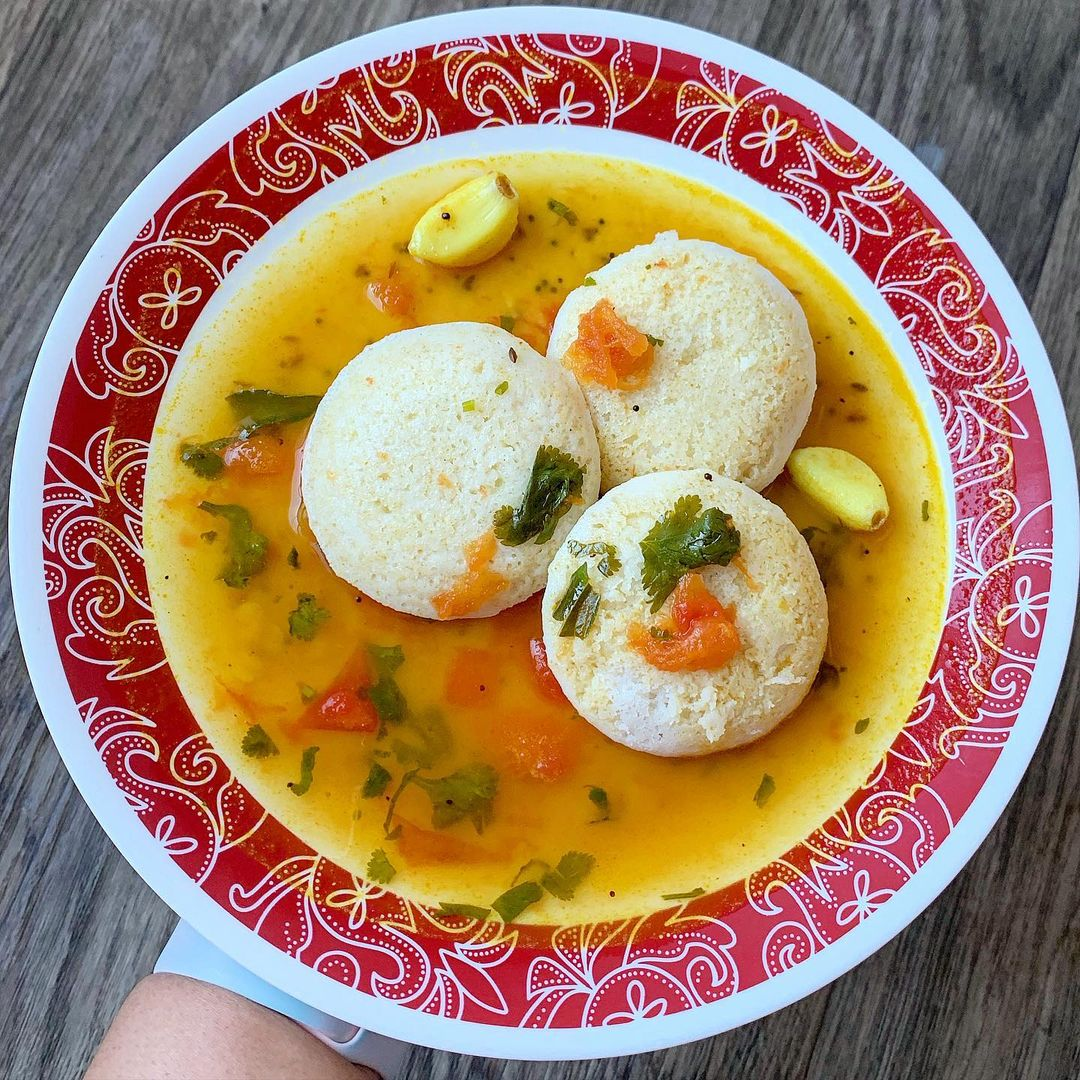
ラサムとイドゥリ
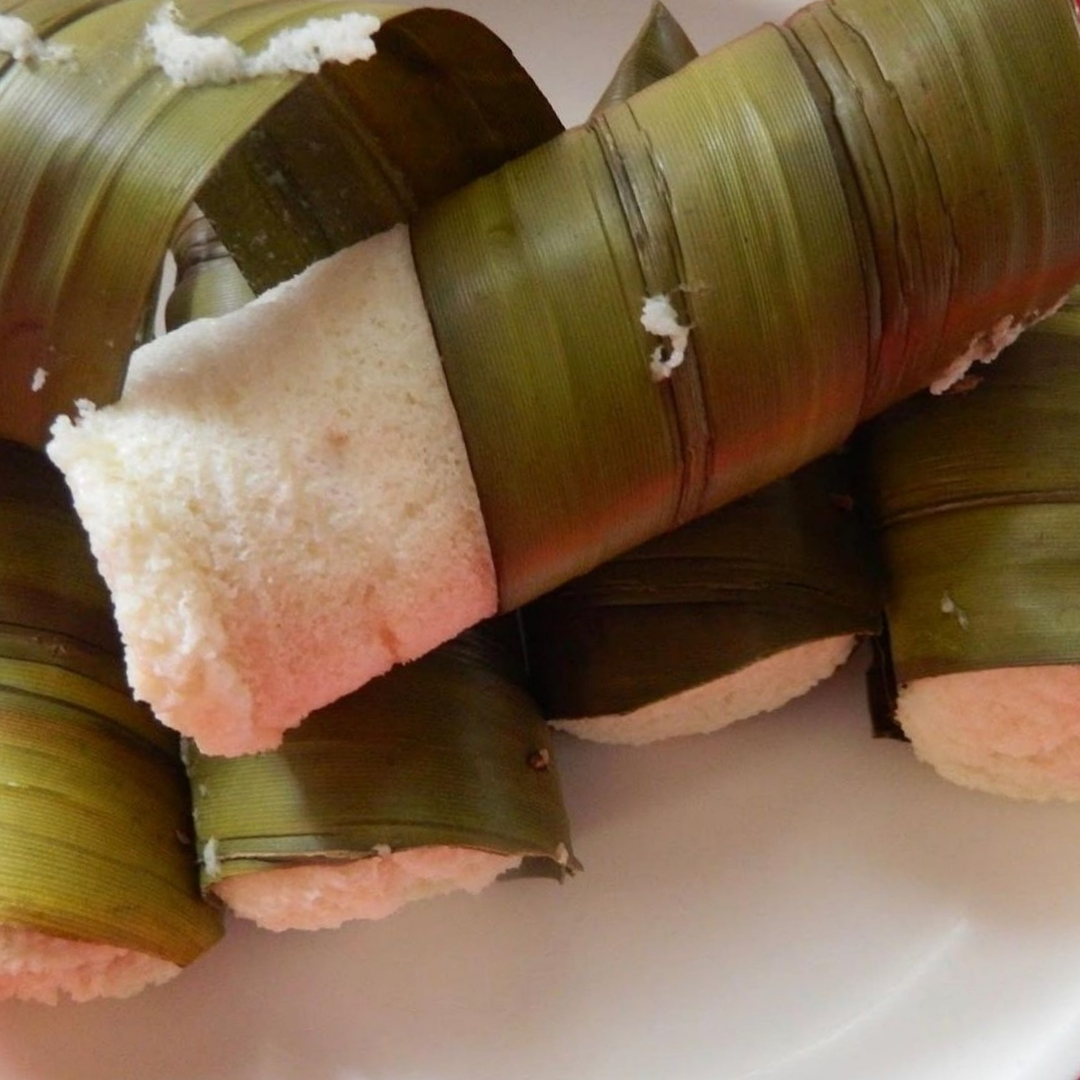
香り高いパンダンの葉で蒸したMoode idli、カルナータカ州マンガルールにて
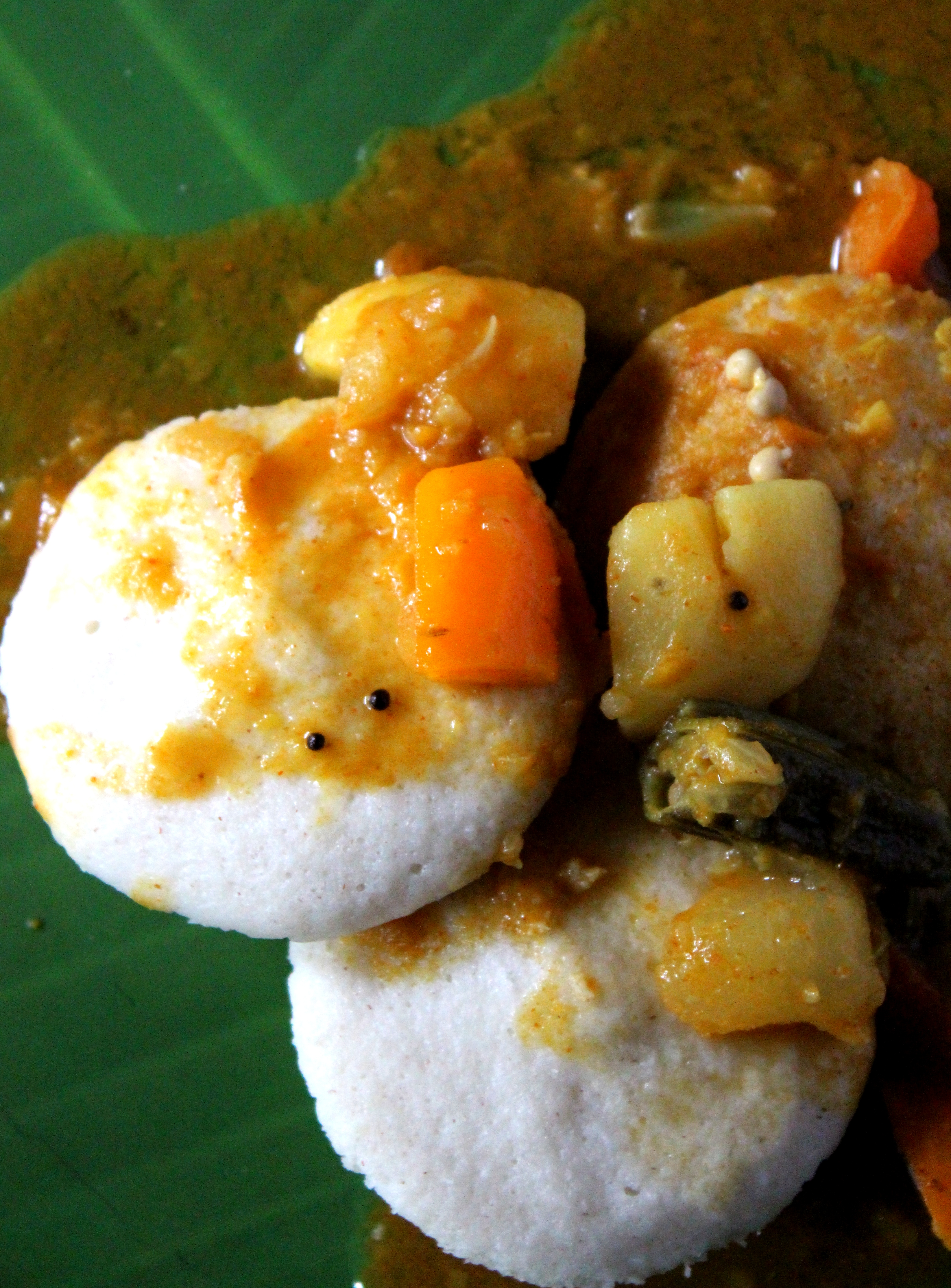
タミル・ナードゥ州のサンバル・イドゥリ
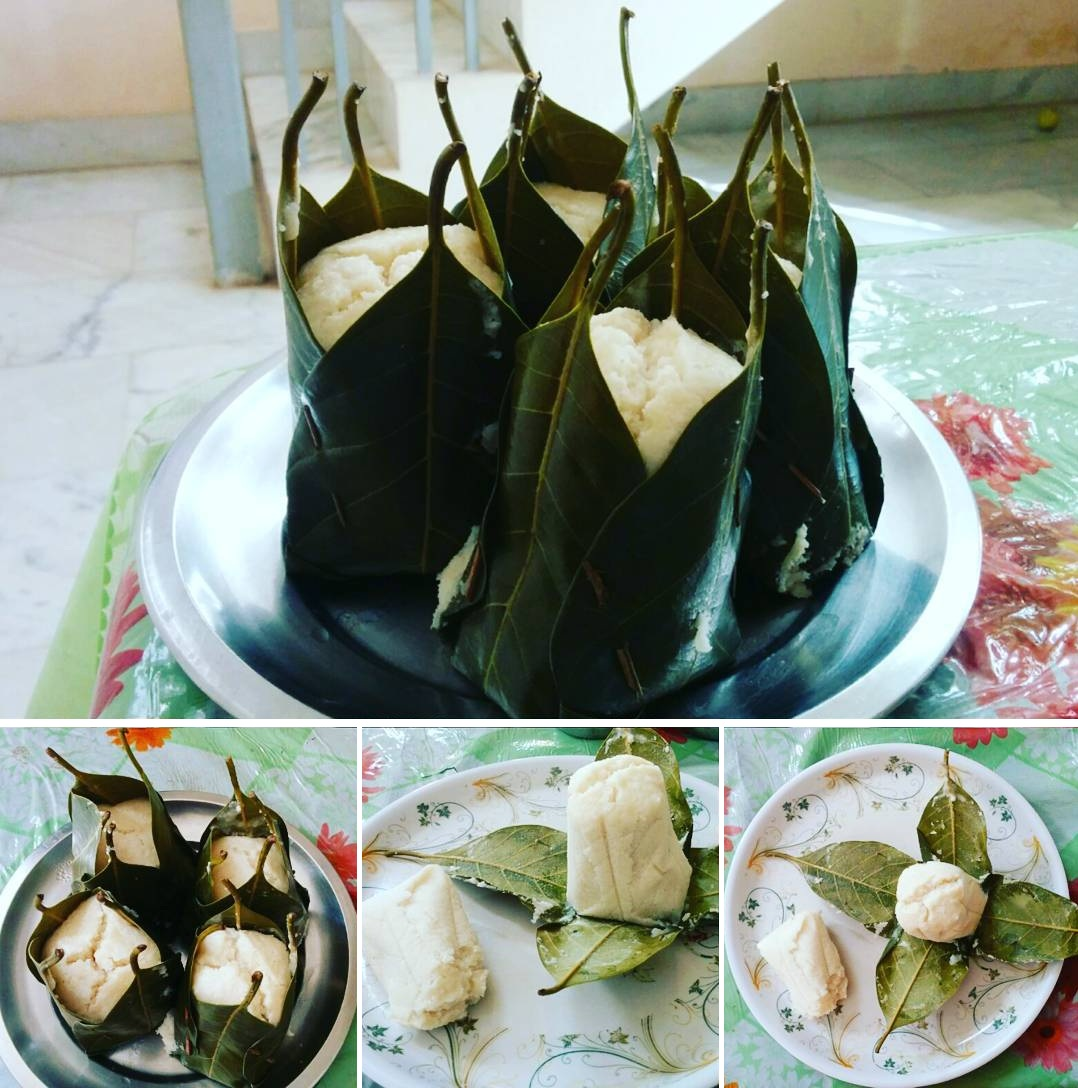
ジャックフルーツの葉で蒸したKotte Kadubu idlis、カルナータカ州にて
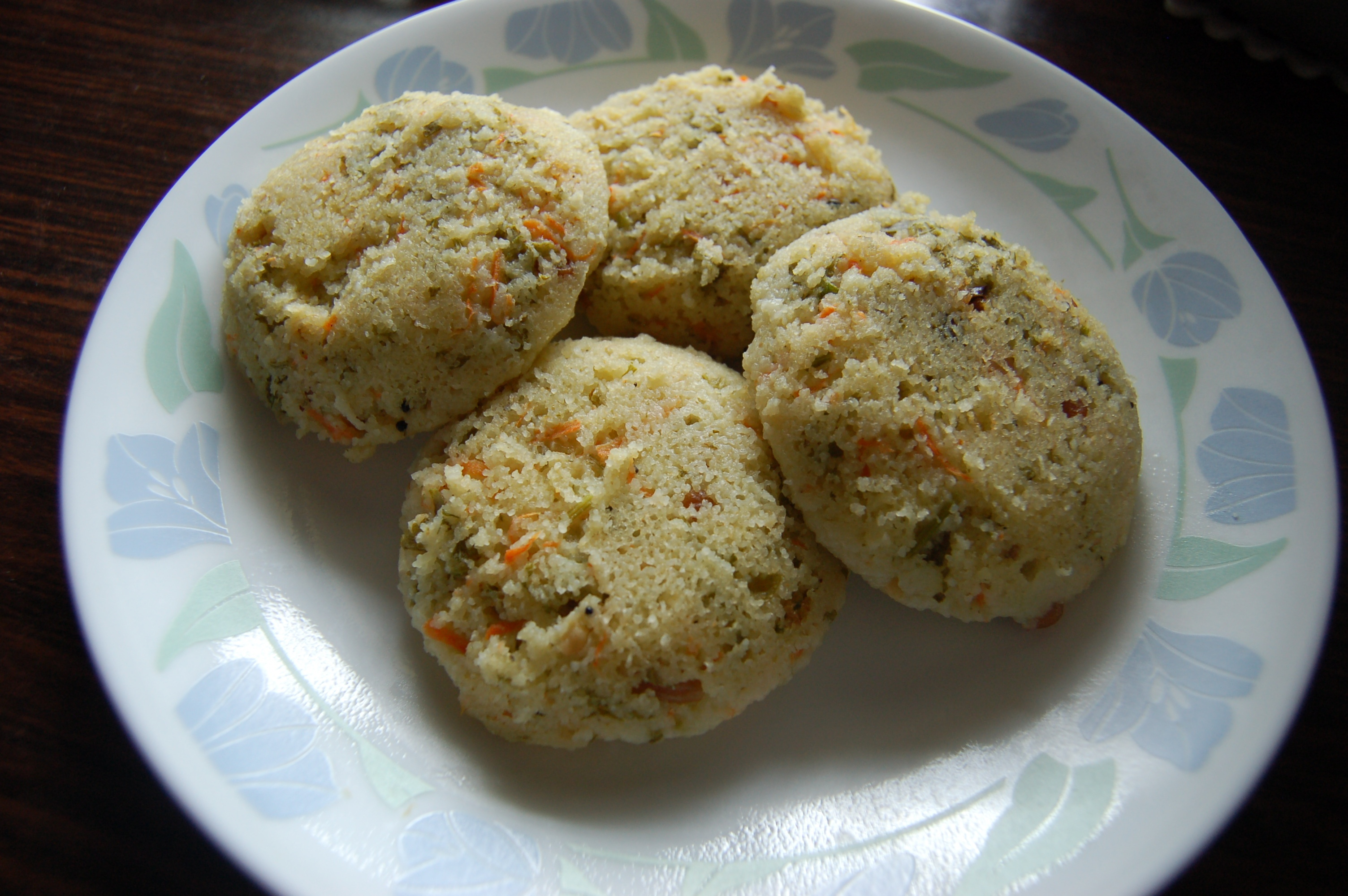
カルナータカ州の名産 ラヴェ・イドゥリ（英語版） (Sooji idli)
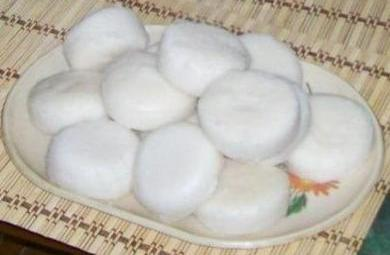
ゴア料理流のイドゥリであるサンナ、あるいはコンカニ語のヒッティリ（Hittli）

## 生地発酵のメカニズム
イドゥリの生地を発酵させると、二酸化炭素の生成によって膨らみ、また酸性度も増加する。この発酵は乳酸菌、特にヘテロ発酵菌株ロイコノストック・メセンテロイデスおよびホモ発酵菌株エンテロコッカス・ファエカリス（以前はストレプトコッカス・ファエカリスとして分類されていた）によって行われる。L. メセンテロイデスなどのヘテロ発酵性乳酸菌は乳酸と二酸化炭素、そして酢酸またはアルコールを生成するが、ホモ発酵性乳酸菌は乳酸のみを生成する。
L. メセンテロイデスとE. ファエカリスはどちらも、主にウラド豆によって生地に届けられる。両方の菌株は穀物を水に浸している間に増殖を開始して粉砕後も増殖を続ける。L. メセンテロイデスは他のほとんどの細菌とは異なり、高濃度の塩に耐えることができる。したがって生地に含まれる塩分と生成される乳酸の双方が他の望ましくない微生物の成長を抑制することになる。